# روبرت بيترسون
روبرت بيترسون (بالإنجليزية: Robert Peterson)‏ هو شاعر أمريكي، ولد في 4 ديسمبر 1926، وتوفي في 21 سبتمبر 2000.